# لوئیس الفردو ویلا
لوئیس الفردو ویلا (اسپانیایی: Luis Alfredo Vila‎؛ زادهٔ ۶ مارس ۱۹۹۲) بازیکن فوتبال اهل آرژانتین است.
از باشگاه‌هایی که در آن بازی کرده‌است می‌توان به باشگاه فوتبال گودوی کروز و باشگاه فوتبال ریور پلاته اشاره کرد.